# Vale (Santa Maria da Feira)
Vale é uma povoação portuguesa do Município de Santa Maria da Feira que foi sede da extinta Freguesia de Vale, freguesia que tinha 9,01 km² de área e 1 903 habitantes (2011), e, por isso, uma densidade populacional de 211,2 hab/km².
A Freguesia de Vale foi extinta (agregada) pela reorganização administrativa de 2012/2013, tendo o seu território sido agregado ao das Freguesias de Canedo e de Vila Maior para criar a União das Freguesias de Canedo, Vale e Vila Maior, mantendo-se as descontinuidades territoriais na nova freguesia alargada.
A Freguesia de Vale era uma das poucas freguesias portuguesas territorialmente descontínuas, tendo a adicional raridade de ser constituída por três partes: um núcleo principal (concentrando cerca de 90% do território da antiga freguesia) e dois pequenos exclaves de extensão semelhante, um (lugar de Arilhe) situado a sudoeste da antiga sede de freguesia, separado do corpo principal pela antiga freguesia feirense de Louredo (Santa Maria da Feira), e outro (lugar de Oliveira) situado a sul, separado do corpo principal da antiga freguesia de Vale pela freguesia de Romariz, do mesmo município.

## População

Antigas freguesias que deram origem à União das Freguesias de Canedo, Vale e Vila Maior (Santa Maria da Feira).

| Número de habitantes residentes | Número de habitantes residentes | Número de habitantes residentes | Número de habitantes residentes | Número de habitantes residentes | Número de habitantes residentes | Número de habitantes residentes | Número de habitantes residentes | Número de habitantes residentes | Número de habitantes residentes | Número de habitantes residentes | Número de habitantes residentes | Número de habitantes residentes | Número de habitantes residentes | Número de habitantes residentes |
| ------------------------------- | ------------------------------- | ------------------------------- | ------------------------------- | ------------------------------- | ------------------------------- | ------------------------------- | ------------------------------- | ------------------------------- | ------------------------------- | ------------------------------- | ------------------------------- | ------------------------------- | ------------------------------- | ------------------------------- |
| 1864                            | 1878                            | 1890                            | 1900                            | 1911                            | 1920                            | 1930                            | 1940                            | 1950                            | 1960                            | 1970                            | 1981                            | 1991                            | 2001                            | 2011                            |
| 1 019                           | 835                             | 968                             | 1 006                           | 1 087                           | 1 267                           | 1 471                           | 1 494                           | 1 800                           | 2 003                           | 2 237                           | 2 172                           | 1 867                           | 2 138                           | 1 903                           |

| Distribuição da População por Grupos etários | Distribuição da População por Grupos etários | Distribuição da População por Grupos etários | Distribuição da População por Grupos etários | Distribuição da População por Grupos etários | Distribuição da População por Grupos etários | Distribuição da População por Grupos etários | Distribuição da População por Grupos etários | Distribuição da População por Grupos etários | Distribuição da População por Grupos etários |
| -------------------------------------------- | -------------------------------------------- | -------------------------------------------- | -------------------------------------------- | -------------------------------------------- | -------------------------------------------- | -------------------------------------------- | -------------------------------------------- | -------------------------------------------- | -------------------------------------------- |
| Ano                                          | 0-14 Anos                                    | 15-24 Anos                                   | 25-64 Anos                                   | > 65 Anos                                    |                                              | 0-14 Anos                                    | 15-24 Anos                                   | 25-64 Anos                                   | > 65 Anos                                    |
| 2001                                         | 398                                          | 345                                          | 1094                                         | 301                                          |                                              | 18,6%                                        | 16,1%                                        | 51,2%                                        | 14,1%                                        |
| 2011                                         | 283                                          | 231                                          | 1031                                         | 358                                          |                                              | 14,9%                                        | 12,1%                                        | 54,2%                                        | 18,8%                                        |

## Património
- Igreja de Santa Maria (matriz)
- Cruzes dos Passos
- Cruzeiro paroquial
- Capelas de São Tomé e de Cedofeita